# WBSC Premier 12 2015
Le WBSC Premier 12 2015 est la première édition de cette compétition internationale sous l'égide de la Confédération internationale de baseball et softball (WBSC) rassemblant les douze premières nations du Classement mondial de l'IBAF. 
Elle se tient au Japon et à Taïwan du 8 au 21 novembre 2015 et est remportée par la Corée du Sud. Les États-Unis sont médaillés d'argent, le Japon de bronze. 

## Participants
Ce sont les douze premières nations du Classement mondial en date du 22 novembre 2014:
- 1   Japon
- 2   États-Unis
- 3   Cuba
- 4   Taïwan
- 5   Pays-Bas
- 6   Rép. dominicaine
- 7   Canada
- 8   Corée du Sud
- 9   Porto Rico
- 10  Venezuela
- 11  Italie
- 12  Mexique

## Format
Les douze équipes sont réparties en deux poules de six et s'affrontent au format round robin. 
Les quatre premiers sont qualifiés pour les quarts-de-finale. 

## Phase de poule

### Poule A
| 9 novembre 2015 | Pays-Bas | 7 - 4 Boxscore | Taipei |  |

| 10 novembre 2015 | Italie | 1 - 7 Boxscore | Porto Rico |  |

| 9 novembre 2015 | Canada | 5 - 1 Boxscore | Cuba |  |

| 11 novembre 2015 | Cuba | 6 - 5 Boxscore | Pays-Bas |  |

| 11 novembre 2015 | Porto Rico | 0 - 2 Boxscore | Canada |  |

| 11 novembre 2015 | Taipei | 7 - 1 Boxscore | Italie |  |

| 12 novembre 2015 | Porto Rico | 7 - 8 Boxscore | Cuba |  |

| 12 novembre 2015 | Pays-Bas | 16 - 1 Boxscore | Italie |  |

| 12 novembre 2015 | Canada | 9 - 8 Boxscore | Taipei |  |

| 14 novembre 2015 | Porto Rico | 7 - 11 Boxscore | Pays-Bas |  |

| 14 novembre 2015 | Italie | 0 - 4 Boxscore | Canada |  |

| 14 novembre 2015 | Cuba | 1 - 4 Boxscore | Taipei |  |

| 15 novembre 2015 | Taipei | 4 - 7 Boxscore | Porto Rico |  |

| 15 novembre 2015 | Italie | 1 - 2 Boxscore | Cuba |  |

| 15 novembre 2015 | Canada | 3 - 1 Boxscore | Pays-Bas |  |

| Pl. | Équipe     | J | V | D | %     |
| --- | ---------- | - | - | - | ----- |
| 1   | Canada     | 5 | 5 | 0 | 1.000 |
| 2   | Cuba       | 5 | 3 | 2 | 0.600 |
| 3   | Pays-Bas   | 5 | 3 | 2 | 0.600 |
| 4   | Porto Rico | 5 | 2 | 3 | 0.400 |
| 5   | Taïwan     | 5 | 2 | 3 | 0.400 |
| 6   | Italie     | 5 | 0 | 5 | 0.000 |

### Poule B
| 8 novembre 2015 | Corée du Sud | 0 - 5 Boxscore | Japon |  |

| 10 novembre 2015 | Mexique | 6 - 4 Boxscore | Venezuela |  |

| 10 novembre 2015 | République dominicaine | 5 - 11 Boxscore | États-Unis |  |

| 11 novembre 2015 | Venezuela | 7 - 5 Boxscore | États-Unis |  |

| 11 novembre 2015 | Corée du Sud | 10 - 1 Boxscore | République dominicaine |  |

| 11 novembre 2015 | Mexique | 5 - 6 Boxscore | Japon |  |

| 12 novembre 2015 | Venezuela | 2 - 13 Boxscore | Corée du Sud |  |

| 12 novembre 2015 | États-Unis | 10 - 0 Boxscore | Mexique |  |

| 12 novembre 2015 | Japon | 4 - 2 Boxscore | République dominicaine |  |

| 14 novembre 2015 | République dominicaine | 6 - 8 Boxscore | Venezuela |  |

| 14 novembre 2015 | Corée du Sud | 4 - 3 Boxscore | Mexique |  |

| 14 novembre 2015 | Japon | 10 - 2 Boxscore | États-Unis |  |

| 15 novembre 2015 | Mexique | 9 - 6 Boxscore | République dominicaine |  |

| 15 novembre 2015 | États-Unis | 3 - 2 Boxscore | Corée du Sud |  |

| 15 novembre 2015 | Venezuela | 5 - 6 Boxscore | Japon |  |

| Pl. | Équipe           | J | V | D | %     |
| --- | ---------------- | - | - | - | ----- |
| 1   | Japon            | 5 | 5 | 0 | 1.000 |
| 2   | États-Unis       | 5 | 3 | 2 | 0.600 |
| 3   | Corée du Sud     | 5 | 3 | 2 | 0.600 |
| 4   | Mexique          | 5 | 2 | 3 | 0.400 |
| 5   | Venezuela        | 5 | 2 | 3 | 0.400 |
| 6   | Rép. dominicaine | 5 | 0 | 5 | 0.000 |

## Phase finale
|  | Quarts-de-finale 16 novembre 2015 | Quarts-de-finale 16 novembre 2015 |              |         | Demi-finales 19 et 20 novembre 2015 | Demi-finales 19 et 20 novembre 2015 |  |  | Finale 21 novembre 2015 | Finale 21 novembre 2015 |
|  | Quarts-de-finale 16 novembre 2015 | Quarts-de-finale 16 novembre 2015 |              |         | Demi-finales 19 et 20 novembre 2015 | Demi-finales 19 et 20 novembre 2015 |  |  | Finale 21 novembre 2015 | Finale 21 novembre 2015 |
|  |                                   |                                   |              |         |                                     |                                     |  |  |                         |                         |
|  |                                   |                                   |              |         |                                     |                                     |  |  |                         |                         |
|  |                                   |                                   |              |         |                                     |                                     |  |  |                         |                         |
|  | Canada                            | 3                                 |              |         |                                     |                                     |  |  |                         |                         |
|  | Canada                            | 3                                 |              |         |                                     |                                     |  |  |                         |                         |
|  | Mexique                           | 4                                 |              |         |                                     |                                     |  |  |                         |                         |
|  | Mexique                           | 4                                 | Mexique      | 1       |                                     |                                     |  |  |                         |                         |
|  |                                   |                                   | Mexique      | 1       |                                     |                                     |  |  |                         |                         |
|  |                                   | États-Unis                        | 6            |         |                                     |                                     |  |  |                         |                         |
|  | Pays-Bas                          | États-Unis                        | 6            | 1       |                                     |                                     |  |  |                         |                         |
|  | Pays-Bas                          |                                   |              | 1       |                                     |                                     |  |  |                         |                         |
|  | États-Unis                        | 6                                 |              |         |                                     |                                     |  |  |                         |                         |
|  | États-Unis                        | 6                                 | Corée du Sud | 8       |                                     |                                     |  |  |                         |                         |
|  |                                   |                                   | Corée du Sud | 8       |                                     |                                     |  |  |                         |                         |
|  |                                   | États-Unis                        | 0            |         |                                     |                                     |  |  |                         |                         |
|  | Cuba                              | États-Unis                        | 0            | 2       |                                     |                                     |  |  |                         |                         |
|  | Cuba                              |                                   |              | 2       |                                     |                                     |  |  |                         |                         |
|  | Corée du Sud                      | 7                                 |              |         |                                     |                                     |  |  |                         |                         |
|  | Corée du Sud                      | 7                                 | Corée du Sud | 4       |                                     |                                     |  |  |                         |                         |
|  |                                   |                                   | Corée du Sud | 4       | Match pour la 3e place              |                                     |  |  |                         |                         |
|  |                                   | Japon                             | 3            |         |                                     |                                     |  |  |                         |                         |
|  | Porto Rico                        | Japon                             | 3            | 3       |                                     |                                     |  |  |                         |                         |
|  | Porto Rico                        |                                   |              | 3       |                                     |                                     |  |  |                         |                         |
|  | Japon                             | 9                                 |              | Mexique | 1                                   |                                     |  |  |                         |                         |
|  | Japon                             | 9                                 |              | Mexique | 1                                   |                                     |  |  |                         |                         |
|  |                                   |                                   |              |         |                                     |                                     |  |  | Japon                   | 11                      |
|  |                                   |                                   |              |         |                                     |                                     |  |  | Japon                   | 11                      |

### Quarts-de-finale
| 16 novembre 2015 | Mexique | 4 - 3 Boxscore | Canada |  |

| 16 novembre 2015 | Corée du Sud | 7 - 2 Boxscore | Cuba |  |

| 16 novembre 2015 | Pays-Bas | 1 - 6 Boxscore | États-Unis |  |

| 16 novembre 2015 | Porto Rico | 3 - 9 Boxscore | Japon |  |

### Demi-finales
| 19 novembre 2015 | Corée du Sud | 4 - 3 Boxscore | Japon |  |

| 20 novembre 2015 | Mexique | 1 - 6 Boxscore | États-Unis |  |

### Match pour la troisième place
| 20 novembre 2015 | Mexique | 1 - 11 Boxscore | Japon |  |

### Finale
| 20 novembre 2015 | Corée du Sud | 8 - 0 Boxscore | États-Unis |  |

## Classement
| Pl. | Sélection        |
| --- | ---------------- |
|     | Corée du Sud     |
|     | États-Unis       |
|     | Japon            |
| 4   | Mexique          |
| =5  | Canada           |
| =5  | Cuba             |
| =5  | Pays-Bas         |
| =5  | Porto Rico       |
| =9  | Taïwan           |
| =9  | Venezuela        |
| =11 | Italie           |
| =11 | Rép. dominicaine |